# Gran Premi d'Austràlia del 1993
Resultats del Gran Premi d'Austràlia de Fórmula 1 de la temporada 1993 disputat al circuit d'Adelaida el 7 de novembre de l1993.

## Curiositats
Aquesta va ser l'última victòria d'Ayrton Senna abans del seu tràgic accident a Imola.
Va ser també l'última cursa del 4 vegades campió del món Alain Prost.
També va ser l'última cursa per Riccardo Patrese que establia amb aquesta carrera un rècord (256 curses disputades) que ha perdurat fins a la temporada 2008 en la que Rubens Barrichello ha superat aquesta marca (Rècord de GP disputats a la Fórmula 1).

## Resultats
| Pos | No | Pilot              | Equip                   | Voltes | Temps/ Retirada   | Pos. de sortida | Punts |
| --- | -- | ------------------ | ----------------------- | ------ | ----------------- | --------------- | ----- |
| 1   | 8  | Ayrton Senna       | McLaren - Ford          | 79     | 1h 43' 27. 4      | 1               | 10    |
| 2   | 2  | Alain Prost        | Williams - Renault      | 79     | + 9.259 s         | 2               | 6     |
| 3   | 0  | Damon Hill         | Williams - Renault      | 79     | + 33.902 s        | 3               | 4     |
| 4   | 27 | Jean Alesi         | Ferrari                 | 78     | + 1 Volta         | 7               | 3     |
| 5   | 28 | Gerhard Berger     | Ferrari                 | 78     | + 1 Volta         | 6               | 2     |
| 6   | 25 | Martin Brundle     | Prost - Renault         | 78     | + 1 Volta         | 8               | 1     |
| 7   | 10 | Aguri Suzuki       | Footwork - Mugen-Honda  | 78     | + 1 Volta         | 10              |       |
| 8   | 6  | Riccardo Patrese   | Benetton - Ford         | 77     | Bomba combustible | 9               |       |
| 9   | 26 | Mark Blundell      | Prost - Renault         | 77     | + 2 Voltes        | 14              |       |
| 10  | 9  | Derek Warwick      | Footwork - Mugen-Honda  | 77     | + 2 Voltes        | 17              |       |
| 11  | 14 | Rubens Barrichello | Jordan - Hart           | 76     | + 3 Voltes        | 13              |       |
| 12  | 20 | Érik Comas         | Larrousse - Lamborghini | 76     | + 3 Voltes        | 21              |       |
| 13  | 4  | Andrea de Cesaris  | Tyrrell - Yamaha        | 75     | + 4 Voltes        | 15              |       |
| 14  | 19 | Toshio Suzuki      | Larrousse - Lamborghini | 74     | + 5 Voltes        | 24              |       |
| 15  | 29 | Karl Wendlinger    | Sauber                  | 73     | Frens             | 11              |       |
| Ret | 30 | Jyrki Järvilehto   | Sauber                  | 56     | Accident          | 12              |       |
| Ret | 23 | Jean-Marc Gounon   | Minardi - Ford          | 34     | Accident          | 22              |       |
| Ret | 11 | Mika Häkkinen      | McLaren - Ford          | 28     | Frens             | 5               |       |
| Ret | 5  | Michael Schumacher | Benetton - Ford         | 19     | Motor             | 4               |       |
| Ret | 3  | Ukyo Katayama      | Tyrrell - Yamaha        | 11     | Accident          | 18              |       |
| Ret | 15 | Eddie Irvine       | Jordan - Hart           | 10     | Accident          | 19              |       |
| Ret | 12 | Johnny Herbert     | Lotus - Ford            | 9      | Suspensions       | 20              |       |
| Ret | 24 | Pierluigi Martini  | Minardi - Ford          | 5      | Caixa canvi       | 16              |       |
| Ret | 11 | Pedro Lamy         | Lotus - Ford            | 0      | Accident          | 23              |       |

## Altres
- Pole:  Ayrton Senna 1' 13. 371
- Volta ràpida:  Damon Hill 1' 15. 381 (a la volta 64)